# Portuninae
Portuninae Rafinesque, 1815 è una sottofamiglia di crostacei decapodi appartenenti alla famiglia Portunidae.

## Tassonomia
A questa sottofamiglia appartengono 15 generi:
- Alionectes Koch, Spiridonov & Ďuriš, 2022
- Allomonomia Koch, Spiridonov & Ďuriš, 2022
- Arenaeus Dana, 1851
- Atoportunus Ng & Takeda, 2003
- Callinectes Stimpson, 1860
- Carupella Lenz & Strunck, 1914
- Cavoportunus T. S. Nguyen & Ng, 2010
- Cycloachelous Ward, 1942
- Eodemus Koch, Spiridonov & Ďuriš, 2022
- Incultus Koch, Spiridonov & Ďuriš, 2022
- Monomia Gistel, 1848
- Portunus Weber, 1795
- Sanquerus Manning, 1989
- Trionectes Koch, Spiridonov & Ďuriš, 2022
- Xiphonectes Milne-Edwards, 1873